# Народний фронт імені імама Шаміля
Народний фронт імені імама Шаміля (рос. Народный фронт имени имама Шамиля, Аварский народный фронт имени имама Шамиля, Народный фронт Дагестана имени имама Шамиля, Аварское народное движение имени имама Шамиля, НФШ, НФДиИШ, НФД) - аварський національний рух, що був активним наприкінці 1980-х та в першій половині 1990-х. Протистояв кумицьким, чеченським та козацьким організаціям у Дагестані. Народний фронт входив до складу Конфедерації народів Кавказу, у 1991-1992 роках його лідер був віце-президентом Конфедерації.

## Створення фронту

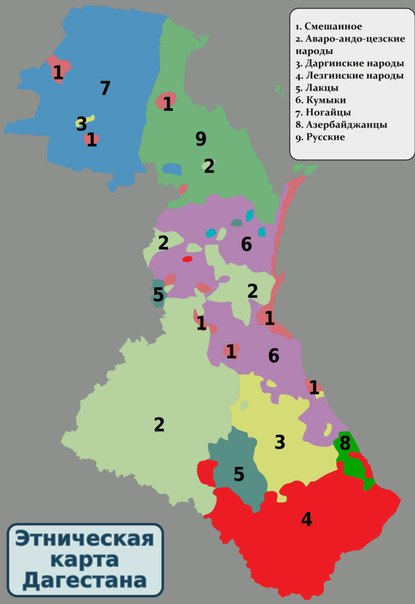
Аварці (2) та інші народи Дагестану

Аварський національний прапор

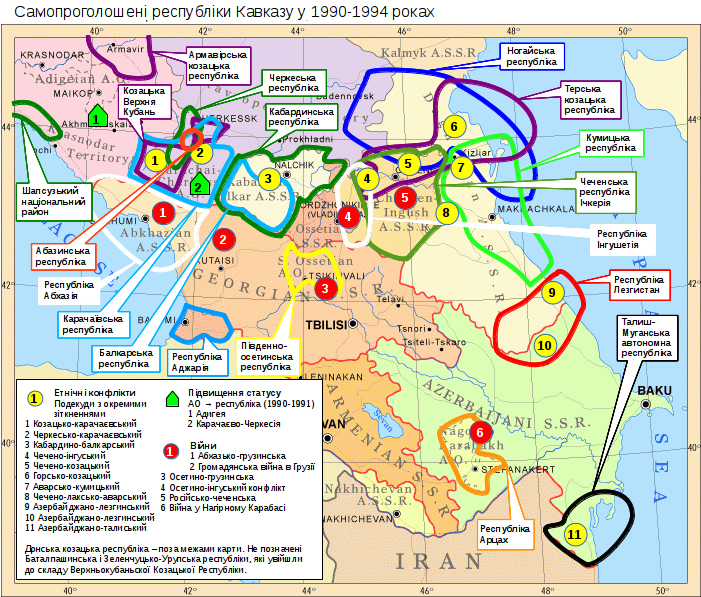
Етнічні конфлікти на Кавказі на початку 1990-х

Народний фронт імені імама Шаміля був створений у 1988 році у Хасав'юрті. Організацію, яка мала на меті захист інтересів аварців, що переселилися на кумицьку рівнину, очолив раніше судимий за грабіж, нанесення тілесних ушкоджень та інші злочини Гаджі Махачев.
Лідер руху пропонував створити Аварський район у рівнинному Дагестані. У 1991, 1995 та 1999 роках він був обраний депутатом дагестанського парламенту, брав участь у перемовинах з чеченськими збройними формуваннями про звільнення заручників.
Народний фронт увійшов до складу Конфедерації народів Кавказу, а його лідер у 1991-1992 роках був віце-президентом Конфедерації.

## Чечено-аварський конфлікт в Дагестані
У вересні 1991 року НФШ вступив у конфлікт із чеченцями-аккінцями, які тоді почали повертатися у Дагестан після депортації 1944-го року. 17 вересня фронт разом з Ісламською партією відродження виставив вимогу про скасування Закону "Про реабілітацію репресованих народів" та постанови дагестанського парламенту про відновлення Аухівського району. Незважаючи на мобілізацію озброєних прихильників Фронту та чеченців-аккінців, конфлікт був розв’язаний мирно.

## Кумико-аварський конфлікт
22 жовтня 1991 року в Хасав’юрті розпочалася кумицька акція Тенглікюрт з вимогами зміни керівництва республіканської міліції, проведення дострокових виборів та формування уряду народної довіри, що пізніше була підтримана рядом національних об'єднань та організацій демократичного спрямування. На наступний день після початку акції НФШ провів кількатисячний мітинг проти Тенглікюрту в Махачкалі, а до наметового містечка кумицької акції була спрямована озброєна автоколона. У той день міліції вдалося запобігти масштабним зіткненням аварців та кумиків.

## Конфлікт з республіканськими силовиками
Навесні 1992 року у Кизилюрті за зберігання зброї було затримано кілька учасників руху, у відповідь на що прихильники фронту під час протестних акцій  у Махачкалі взяли у заручники заступників республіканських міністрів внутрішніх справ та безпеки. Пізніше відбувся обмін полоненими.

## Козацько-аварський конфлікт
24 червня 1993 року кілька десятків озброєних учасників НФШ та лакського руху Казі Кумух захопили будівлю міськради Кізляру після того, як попереднього дня міськрада ухвалила рішення про підтримку вимог автономізації Північного Дагестану та забезпечення у ньому особливої ролі козацтва та російськомовного населення.

## Подальша доля лідера руху
Починаючи з 1995 року Гаджі Махачев очолював дагестанські нафтові компанії. Він обирався депутатом Державної думи Росії у 1999 та 2003 роках, займав високі посади у керівництві республіки, був членом партії Єдина Росія.
Під час Дагестанської війни між Росією та салафітськими і чеченськими збройними формуваннями, очолюваними Хаттабом та Басаєвим, у 1999 році Махачев став організатором "народного ополчення Дагестану", що билося на боці Росії.
У 2000 році Гаджі Махачев заявив про розпуск Народного фронту.
У 2010 році Wikileaks опублікували доповідь американського посольства в Росії про триденне весілля сина Махачева у 2006 році. У доповіді наводяться такі деталі, як озброєність більшості гостей, доставка горілки для свята спеціальним авіарейсом з Уралу, приїзд Рамзана Кадирова та осипання дітей-танцюристів п’ятьма тисячами доларів США у стодоларових купюрах.
У 1992, 2003 та 2006 роках вчинялися замахи на життя Махачева. У 2013 році в Москві він спровокував ДТП за участі п’яти автівок, у якому загинули три людини включно з самим Махачевим.